# Crónicas de Indias
Crónicas de Indias ist die spanische Bezeichnung für Zusammenstellungen historischer Berichte über die Ereignisse während des Prozesses der Entdeckung, Eroberung und Kolonisierung des amerikanischen Kontinents. Sie wurden hauptsächlich aus der Perspektive der spanischen Kolonisatoren verfasst, enthalten sind aber auch während des 16. Jahrhunderts verfasste Schriften von Mestizen oder Indianern.
Der Autor Carlo Klauth merkt zu dem Begriff an, dass sich unter dem Gattungsoberbegriff Crónicas de Indias in der Regel Werke fänden, die Historia oder auch Relación im Titel trügen, seltener würde die Bezeichnung Crónica verwendet werden.

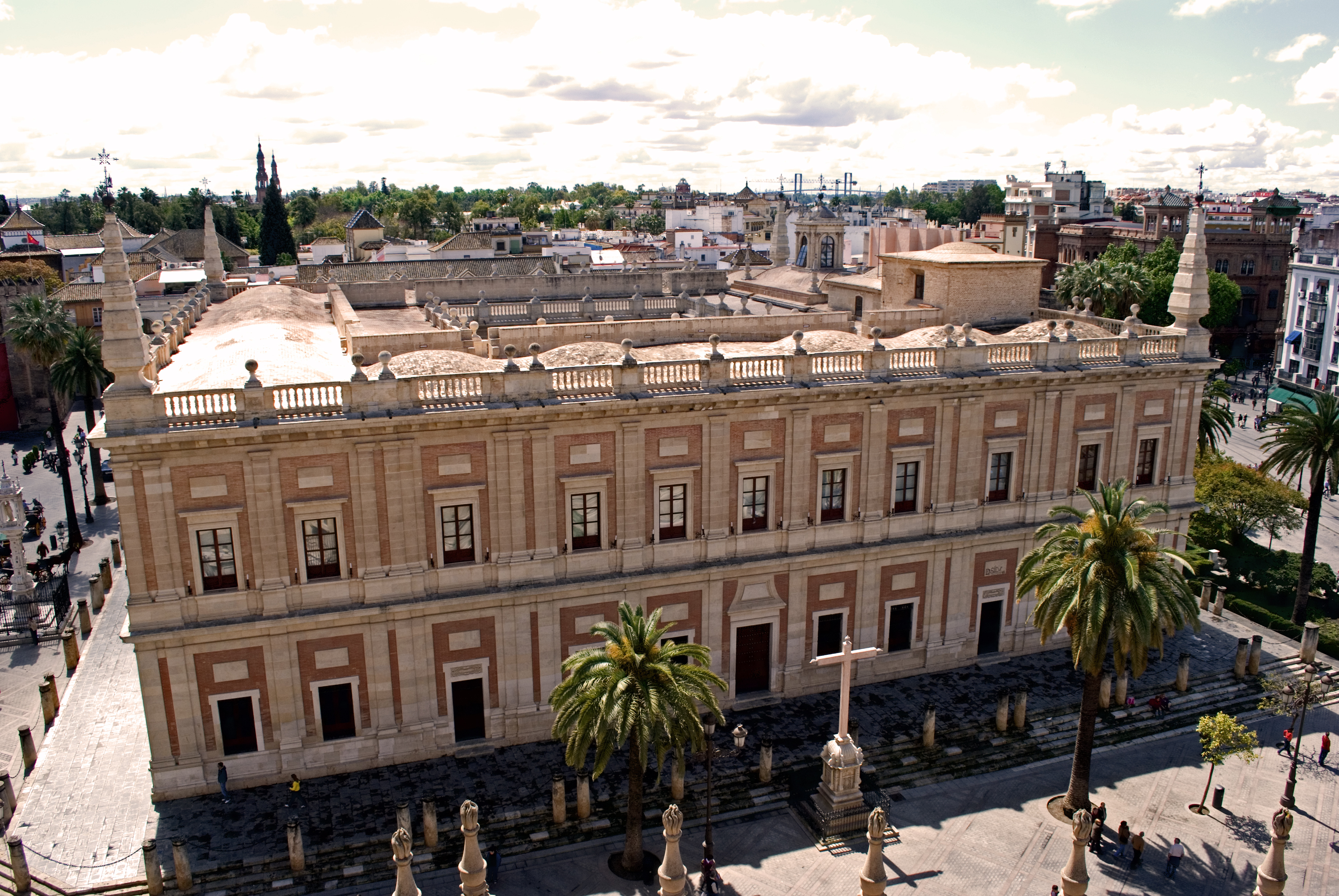
Archivo General de Indias

Der Großteil der Originalschriften befindet sich im Archivo General de Indias in Sevilla, Spanien, einige befinden sich in der Königlichen Bibliothek von San Lorenzo de El Escorial. Es gibt verschiedene jüngere Buchreihen mit Auswahlen aus den Crónicas de Indias.

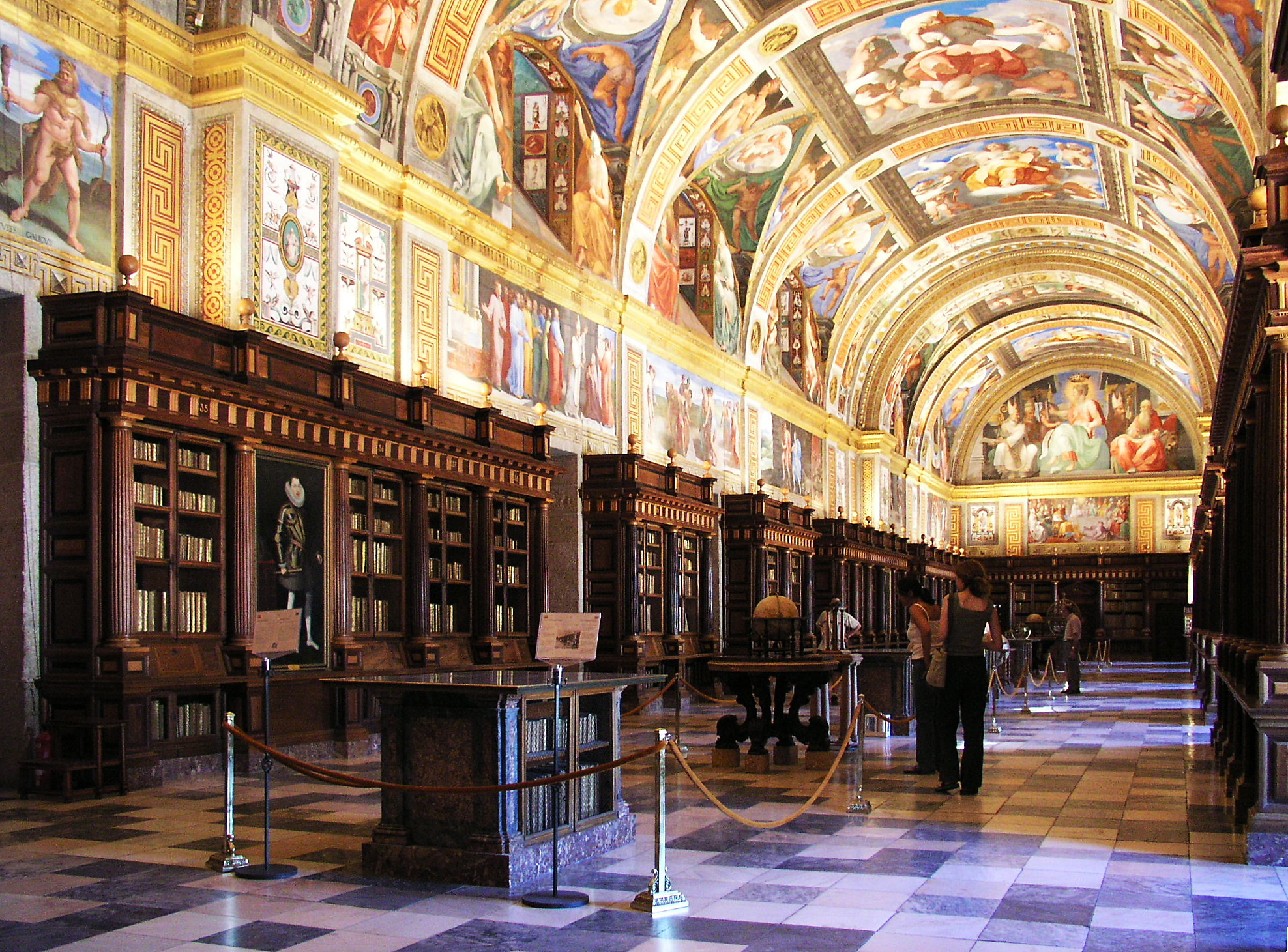
Real Biblioteca de San Lorenzo de El Escorial

## Übersicht
Zu den herausragendsten der unter diesem Sammelbegriff vereinten Werke zählen:
- Álvar Núñez Cabeza de Vaca: Naufragios y comentarios / Schiffbrüche und Kommentare
- Andrés de Tapia: Relación de algunas cosas que acaecieron al muy ilustre señor Don Hernando Cortés, marqués del Valle, desde que se determinó a ir a descubrir tierra en la tierra firme del mar océano / Bericht über einige Dinge, die dem höchst illustren Herrn Don Hernando Cortés, Marquis des Tales (von Oaxaca), widerfuhren, seit er beschloss, auf dem Festland im Ozean Land zu entdecken
- Francisco de Aguilar: Relación breve de la conquista de la Nueva España / Kurzer Bericht über die Eroberung von Neuspanien
- Francisco López de Gómara: Hispania Victrix, primera y segunda parte de la Historia general de las Indias con todo el descubrimiento y cosas notables que han acaecido dende que se ganaron hasta el año de 1551 / Das siegreiche Spanien, erster und zweiter Teil der allgemeinen Geschichte der Indias mit allen Entdeckungen und bemerkenswerten Dingen, die seit ihrer Erringung bis zum Jahr 1551 geschehen sind
- Francisco Cervantes de Salazar: Crónica de la Nueva España / Chronik von Neuspanien
- Juan de Grijalva: Itinerario de la armada del rey católico a la isla de Yucatán, en la India, en el año de 1518, en la que fue por comandante y capitán general Juan de Grijalva, escrito para su Alteza por el capellán mayor de la dicha armada / Itinerar der Armada des katholischen Königs zur Insel Yucatán in Indien im Jahr 1518, in der Juan de Grijalva Kommandant und Generalkapitän war, geschrieben für Eure Hoheit vom leitenden Kaplan der besagten Armada.
- Bartolomé de las Casas: Brevísima relación de la destrucción de las Indias / Kurzgefaßter Bericht von der Verwüstung der Westindischen Länder
- Hernán Cortés: Cartas de relación de Hernán Cortés / Briefe des Ferdinand Cortes (an Kaiser Karl V. über die Eroberung von Mexiko)
- Bernardino de Sahagún: Historia general de las cosas de la Nueva España / Allgemeine Geschichte der Dinge Neuspaniens
- Bernal Díaz del Castillo: Historia verdadera de la conquista de la Nueva España / Wahre Geschichte der Eroberung Neuspaniens
- Miguel Cabello Valboa: Miscelánea Antártica / Antarktische Miszellen
- Bernardino Vázquez de Tapia: Relación de méritos y servicios del conquistador Bernardino Vázquez de Tapia / Bericht über die Verdienste und Leistungen des Eroberers Bernardino Vázquez de Tapia
- Toribio de Benavente: Historia de los Indios de la Nueva España / Geschichte der Indianer Neuspaniens
- Diego de Landa: Relación de las cosas de Yucatán / Bericht über die Dinge in Yucatán
- Diego López de Cogolludo: Historia de Yucatán / Geschichte Yucatáns
- Pedro Mártir de Anglería: Décadas de Orbe Novo / Dekaden der Neuen Welt
- Gonzalo Fernández de Oviedo y Valdés: Historia general y natural de las Indias, islas y tierra firme del mar océano / Allgemeine und natürliche Geschichte Westindiens, der Inseln und des Festlandes im Ozean
- Diego Durán: Historia de las Indias de Nueva España e Islas de Tierra Firme / Geschichte der Indianer von Neuspanien und der Inseln des Kontinents
- Antonio de Herrera y Tordesillas: Historia general de los hechos de los castellanos en las Islas y Tierra Firme del mar Océano que llaman Indias Occidentales / Allgemeine Geschichte der Taten der Kastilier auf den Inseln und dem Festland des Ozeans, das sie Westindien nennen
- Pedro Cieza de León: Primera parte de la crónica del Perú und Segunda parte de la crónica del Perú, que trata del señorío de los incas yupangueis y de sus grandes hechos y gobernación / Erster Teil der Chronik von Peru und Zweiter Teil der Chronik von Peru, der von der Herrschaft der Yupangueis-Inkas und ihren großen Taten und ihrer Regierung handelt
- Diego Fernández de Palencia: Primera y segunda parte de la Historia del Perú / Erster und zweiter Teil der Geschichte Perus
- Jerónimo de Vivar: Crónica y relación copiosa y verdadera de los reinos de Chile / Chronik und ausführlicher und wahrer Bericht über die Königreiche von Chile
- Pedro Mariño de Lobeira: Crónica del Reino de Chile / Chronik des Königreichs Chile
- Alonso de Góngora Marmolejo: Historia de todas las cosas que han acaecido en el reino de Chile y de los que lo han gobernado: (1536–1575) / Geschichte aller Geschehnisse im Königreich Chile und derer, die es regiert haben: (1536–1575)
- Garcilaso de la Vega: Comentarios Reales de los Incas / Königliche Kommentare der Inkas
- Juan de Torquemada: Monarquía Indiana / Indianische Monarchie